# Burgazada
Burgaz adası, Burgazada, o Burgaz en su versión abreviada, (en griego, Αντιγόνη, Antigoni) es la tercera isla más grande de las islas Príncipe del mar de Mármara. Es un barrio del distrito de Adalar de Estambul, Turquía.

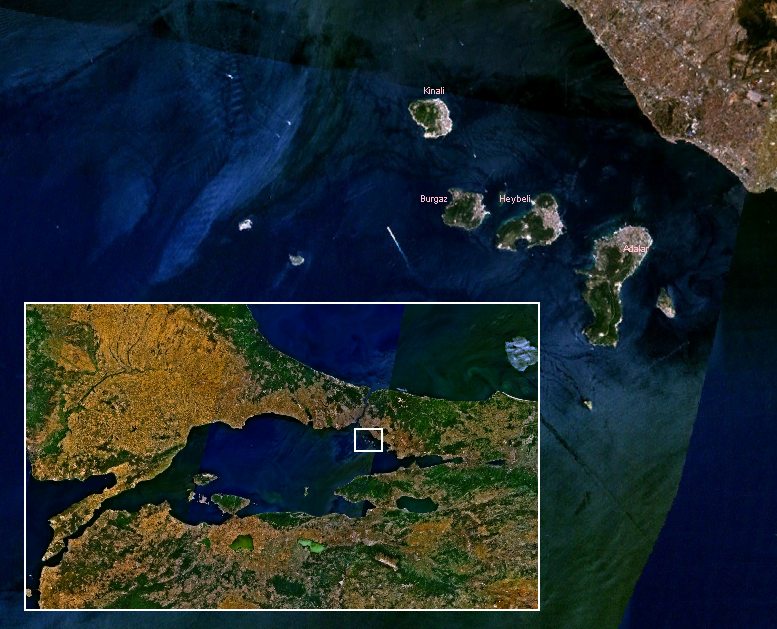
Imagen de satélite de las islas Príncipe. Burgazada es la segunda a la izquierda.

Burgaz es un escenario habitual del escritor Sait Faik Abasıyanık, donde vivió durante un tiempo. Actualmente, su residencia se ha convertido en museo. En 2003, Burgaz sufrió un incendio que acabó con 4 km² de masa forestal.
La isla cuenta con un único monte que ocupa 2 km de la superficie. Demetrio I de Macedonia, uno de los diádocos de Alejandro Magno, construyó una fortaleza y le puso el nombre de su padre, Antígono I Monóftalmos. A pesar de ello, se la conoce con el nombre de Burgaz.